# كورت مارتن
كورت مارتن (بالألمانية: Kurt Martin)‏ هو مؤرخ الفن سويسري وألماني، ولد في 31 يناير 1899 في زيورخ في سويسرا، وتوفي في 27 يناير 1975 في ميونخ في ألمانيا.

## وصلات خارجية
- كورت مارتن على موقع مونزينجر (الألمانية)